# إنديكوت (نيويورك)
إنديكوت (بالإنجليزية: Endicott, New York) هي منطقة سكنية تقع في الولايات المتحدة في مقاطعة بروم، نيويورك. يقدر عدد سكانها بـ 13,392 نسمة حسب تعداد الولايات المتحدة في عام 2010 ومساحتها 8.28 كم2 وترتفع عن سطح البحر 256 متر.

## التركيبة السكانية
حدّد مكتب تعداد الولايات المتحدة بيانات التركيبة السكانية لإنديكوت في تعداد الولايات المتحدة. في ما يلي، التركيبة السكانية حسب تعدادي 2000 و2010.

### تعداد عام 2000
بلغ عدد سكان إنديكوت 13,038 نسمة بحسب تعداد عام 2000، وبلغ عدد الأسر 5,996 أسرة وعدد العائلات 3,017 عائلة مقيمة في القرية. في حين سجلت الكثافة السكانية 1,574.6 نسمة لكل كيلومتر مربع (4,078.2/ميل2). وبلغ عدد الوحدات السكنية 6,686 وحدة بمتوسط كثافة قدره 807.5 لكل كيلومتر مربع (2,091.4/ميل2).
وتوزع التركيب العرقي للقرية بنسبة 91.65% من البيض و3.75% من الأمريكيين الأفارقة و0.25% من الأمريكيين الأصليين و1.96% من الأمريكيين ذوي الأصول الآسيوية و0.07% من سكان جزر المحيط الهادئ و0.67% من الأعراق الأخرى و1.66% من عرقين مختلطين أو أكثر و1.67% من الهسبانيون أو اللاتينيون من أي عرق.
بلغ عدد الأسر 5,996 أسرة كانت نسبة 26.6% منها لديها أطفال تحت سن الثامنة عشر تعيش معهم، وبلغت نسبة الأزواج القاطنين مع بعضهم البعض 32.4% من أصل المجموع الكلي للأسر، ونسبة 13.3% من الأسر كان لديها معيلات من الإناث دون وجود شريك، بينما كانت نسبة 4.7% من الأسر لديها معيلون من الذكور دون وجود شريكة وكانت نسبة 49.7% من غير العائلات. تألفت نسبة 41.6% من أصل جميع الأسر من عدة أفراد يعيشون في نفس المنزل ونسبة 14.5% كانت تتألف من شخص يعيش بمفرده يبلغ من العمر 65 عاماً أو أكثر. وبلغ متوسط حجم الأسرة المعيشية 2.09، أما متوسط حجم العائلات فبلغ 2.88.
بلغ العمر الوسطي للسكان 37.4 عاماً. وكانت نسبة 21.8% من القاطنين تحت سن الثامنة عشر، وكانت نسبة 9.5% بين الثامنة عشر والرابعة والعشرين عاماً، ونسبة 30.2% كانت واقعةً في الفئة العمرية ما بين الخامسة والعشرين والرابعة والأربعين عاماً، ونسبة 18.9% كانت ما بين الخامسة والأربعين والرابعة والستين، ونسبة 15.9% كانت ضمن فئة الخامسة والستين عاماً فما فوق. يوجد لكل 100 أنثى 91.3 ذكر، ويوجد لكل 100 أنثى في الثامنة عشر من عمرها فما فوق 88.8 ذكر.
بلغ متوسط دخل الأسرة في القرية 26,032 دولارًا، أما متوسط دخل العائلة فبلغ 35,858 دولارًا. وكان متوسط دخل الذكور 27,780 دولارًا مقابل 21,320 دولارًا للإناث. وسجل دخل الفرد الخاص بالقرية 17,274 دولارًا. وكانت نسبة 15.4% من العائلات ونسبة 18.7% من السكان تحت خط الفقر، وكان من هؤلاء نسبة 27.3% تحت سن الثامنة عشر ونسبة 10.7% في الخامسة والستين من العمر وما فوق.

### تعداد عام 2010
بلغ عدد سكان إنديكوت 13,392 نسمة بحسب تعداد عام 2010، وبلغ عدد الأسر 6,058 أسرة وعدد العائلات 2,994 عائلة مقيمة في القرية. في حين سجلت الكثافة السكانية 1,617.4 نسمة لكل كيلومتر مربع (4,189.0/ميل2). وبلغ عدد الوحدات السكنية 6,719 وحدة بمتوسط كثافة قدره 811.5 لكل كيلومتر مربع (2,101.8/ميل2).
وتوزع التركيب العرقي للقرية بنسبة 86.64% من البيض و6.96% من الأمريكيين الأفارقة و0.21% من الأمريكيين الأصليين و1.75% من الأمريكيين ذوي الأصول الآسيوية و0.13% من سكان جزر المحيط الهادئ و0.98% من الأعراق الأخرى و3.32% من عرقين مختلطين أو أكثر و4.44% من الهسبانيون أو اللاتينيون من أي عرق.
بلغ عدد الأسر 6,058 أسرة كانت نسبة 25.9% منها لديها أطفال تحت سن الثامنة عشر تعيش معهم، وبلغت نسبة الأزواج القاطنين مع بعضهم البعض 28.1% من أصل المجموع الكلي للأسر، ونسبة 15.7% من الأسر كان لديها معيلات من الإناث دون وجود شريك، بينما كانت نسبة 5.6% من الأسر لديها معيلون من الذكور دون وجود شريكة وكانت نسبة 50.6% من غير العائلات. تألفت نسبة 41.1% من أصل جميع الأسر من عدة أفراد يعيشون في نفس المنزل ونسبة 13% كانت تتألف من شخص يعيش بمفرده يبلغ من العمر 65 عاماً أو أكثر. وبلغ متوسط حجم الأسرة المعيشية 2.14، أما متوسط حجم العائلات فبلغ 2.91.
بلغ العمر الوسطي للسكان 38.2 عاماً. وكانت نسبة 21.3% من القاطنين تحت سن الثامنة عشر، وكانت نسبة 9.8% بين الثامنة عشر والرابعة والعشرين عاماً، ونسبة 26.9% كانت واقعةً في الفئة العمرية ما بين الخامسة والعشرين والرابعة والأربعين عاماً، ونسبة 26.1% كانت ما بين الخامسة والأربعين والرابعة والستين، ونسبة 15.9% كانت ضمن فئة الخامسة والستين عاماً فما فوق. وتوزع التركيب الجنسي للسكان بنسبة 48.3% ذكور و51.7% إناث.

## أعلام
- إلكترو
- اريك أبيل
- جوني لوغان
- غاري ويلسون
- إيمي سيداريس
- رون لوتشيانو
- جورج إف. جونسون